# Ū̱̀
Ū̱̀ (minuscule : ū̱̀), appelé U macron accent grave macron souscrit, est une lettre latine utilisée dans l’écriture du kiowa.
Il s’agit de la lettre U diacritée d’un macron, d’un accent grave et d’un macron souscrit.

## Représentations informatiques
Le U macron accent grave macron souscrit peut être représenté avec les caractères Unicode suivants : 
- composé et normalisé NFC (latin étendu A, diacritiques) :

| formes    | représentations | chaînes de caractères | points de code       | descriptions                                                                          |
| --------- | --------------- | --------------------- | -------------------- | ------------------------------------------------------------------------------------- |
| capitale  | Ū̱̀               | Ū◌̱◌̀                   | U+016A U+0331 U+0300 | lettre majuscule latine u macron diacritique macron souscrit diacritique accent grave |
| minuscule | ū̱̀               | ū◌̱◌̀                   | U+016B U+0331 U+0300 | lettre minuscule latine u macron diacritique macron souscrit diacritique accent grave |

- décomposé et normalisé NFD (latin de base, diacritiques) :

| formes    | représentations | chaînes de caractères | points de code              | descriptions                                                                                      |
| --------- | --------------- | --------------------- | --------------------------- | ------------------------------------------------------------------------------------------------- |
| capitale  | Ū̱̀               | U◌̱◌̄◌̀                  | U+0055 U+0331 U+0304 U+0300 | lettre majuscule latine u diacritique macron souscrit diacritique macron diacritique accent grave |
| minuscule | ū̱̀               | u◌̱◌̄◌̀                  | U+0075 U+0331 U+0304 U+0300 | lettre minuscule latine u diacritique macron souscrit diacritique macron diacritique accent grave |